# José Luis Zelaye
José Luis Zelaye (General Alvear, Argentina; 17 de septiembre de 1978) es un exfutbolista argentino. Jugaba en la posición de defensor.

## Clubes
| Club                               | País       | Año       |
| ---------------------------------- | ---------- | --------- |
| Independiente                      | Argentina  | 1999-2002 |
| San Martín (SJ)                    | Argentina  | 2002      |
| Aldosivi                           | Argentina  | 2003      |
| Cartaginés                         | Costa Rica | 2003-2004 |
| Banfield                           | Argentina  | 2004-2005 |
| Luján de Cuyo                      | Argentina  | 2005-2006 |
| San Martín (Mza)                   | Argentina  | 2006      |
| Gimnasia y Esgrima (M)             | Argentina  | 2007      |
| Luján de Cuyo                      | Argentina  | 2007      |
| Palestino                          | Chile      | 2008      |
| Huachipato                         | Chile      | 2009-2012 |
| Pacífico                           | Argentina  | 2012-2016 |
| Ferrocarril Oeste (General Alvear) | Argentina  | 2016-2017 |

## Palmarés

### Distinciones individuales
| Distinción                           | Año  |
| ------------------------------------ | ---- |
| Mejor Defensa del Campeonato Chileno | 2008 |